# Monopolo (matemática)
Em matemática, um monopolo é uma conexão sobre um fibrado principal G com uma seção do fibrado adjacente associada.

## Interpretação física
Fisicamente, a seção pode ser interpretada como um campo de Higgs, onde a conexão e o campo de Higgs devem satisfazer as equações de Bogomolny e ter ação finita.